# Stade olympique de Wrocław
 (mars 2025).
Si vous disposez d'ouvrages ou d'articles de référence ou si vous connaissez des sites web de qualité traitant du thème abordé ici, merci de compléter l'article en donnant les références utiles à sa vérifiabilité et en les liant à la section « Notes et références ».
Le stade olympique de Wrocław (Polonais: Stadion Olimpijski we Wrocławiu) est un stade polonais omnisports situé à Wrocław.

## Événements
- Speedway World Team Cup World final, 3 septembre 1961
- Terrain d'entraînement du Championnat d'Europe de football 2012